# Lijst van rassen uit The Legend of Zelda
Dit is een lijst van rassen uit de videospelserie van The Legend of Zelda.

## Rassen

### Anouki
De Anouki kwamen voor het eerst voor in Phantom Hourglass op de Isle of Frost. Hun grootste vijand zijn de Yook. Honderd jaar vóór de gebeurtenissen in Phantom Hourglass werd er een vredeswet uitgesproken waarbij de Anouki het westelijk gedeelte van het eiland kregen, en de Yook het oostelijk gedeelte. De Anouki zijn kleine mensachtige wezens met geweien die uit hun schedel groeien. Ze dragen bonten kleren om zich te weren tegen de koude die heerst op het eiland.

### Ancient Robots
Een prehistorisch, mechanisch ras dat in Skyward Sword in de Lanayru-woestijn leefde en werd geschapen door draak die de naamgever is van dat gebied. Toen de woestijn verdorde, begonnen de robots te roesten en stierven ze uit. Met behulp van de Tijdsteen (Timeshift Stone) kunnen ze weer tot leven worden gewekt. De ontwerpers van het spel twijfelden of moderne technologie wel zou passen in de wereld van Zelda, maar concludeerde na het zien van de uiteindelijk animaties dat de robots niet uit de toon vallen. De robots zijn gebaseerd op oude kleifiguren uit de Japanse geschiedenis om ze een 'zachtere' uitstraling te geven.

### Draken
Een terugkerend ras van draken die zowel goedwillende beschermers als sterke vijanden kunnen zijn. In Ocarina of Time neemt Link het op tegen Volvagia in de Fire Temple ("Vuurtempel"). In The Wind Waker moet Link de goddelijke draak Valoo (beschermer van de Rito) bevrijden van het kwaad. In Twilight Princess gaat Link het gevecht aan met Argorok, de eindbaas van City in the Sky. In Skyward Sword spelen drie draken genaamd Faron, Eldin en Lanayru een belangrijke rol in het beschermen van de drie gelijknamige gebieden, het genezen van Link en het vormen van het Meesterzwaard. In Breath of the Wild verschijnen drie draken genaamd Dinraal, Naydra en Farosh als dienaren voor de goden. Deze drie draken komen samen met een Lichtdraak ('Light Dragon') voor in Tears of the Kingdom.

### Feeën (Fairies)
Een terugkerend ras van kleine, magische wezentjes met vleugels. Zij zijn schichtig en verbergen zich op allerlei plekken. Link kan de feeën vangen (traditioneel met een legen fles) en bij zich houden om een later moment een aantal levens te herstellen. Als Link doodgaat, komt een fee (in zijn bezit) automatisch tevoorschijn en wekt hem tot leven. Er zijn ook Grote Feeën (Great Fairies) die hun magie kunnen gebruiken om Links voorwerpen en/of uitrusting te verbeteren/versterken. In Ocarina of Time is een fee genaamd Navi de metgezel die Link wegwijs maakt in de wereld buiten Kokiri Forest. De feeën worden afhankelijk van het spel afgebeeld als mensachtigen of als een lichtgevende bol.

### Gerudos

Symbool van de Gerudo

Een terugkerend ras van menselijk krijger-dieven met een gebronsde huid, scharlakenrood haar en een haakvormige neus. Dit ras leeft in de Gerudo-woestijn (Gerudo Desert) en bestaat uitsluitend uit vrouwen, op een man na die eens per eeuw wordt geboren. Deze man wordt automatisch de koning, die aanbeden wordt als een god. Ganondorf, de bekendste antagonist in de serie, is een Gerudo-koning. Kotake en Koume vormen samen de Gerudo-heksentweeling Twinrova. De Gerudo's verschijnen in Majora's Mask als piraten. In Breath of the Wild en Tears of the Kingdom zijn de Gerduo's handelaren en kooplieden. Omdat mannen niet worden toegelaten in Gerudo-stad (Gerudo Town) moet Link zich verkleden als vrouw.

### Gorons

Symbool van de Goron

Een terugkerend ras van bergbewoners die zichzelf kunnen opkrullen tot een ronde steenachtige verschijning dat over de grond kan rollen. Ze zijn zeer hitte bestendigd en leven meestal in vulkaanachtig gebied, zoals Berg des Doods (Death Mountain). De Gorons zijn erg sterk, zeer vriendelijk en het broederschap is erg belangrijk voor ze. Ze eten gesteenten en mineralen die ze zelf mijnen.

### Hylians
Een terugkerend ras van elfachtige mensachtigen (geschapen door godin Hylia) die de overheersende bevolking van Hyrule vormen. Ze leven samen in een georganiseerde samenleving die op dat van de Europese middeleeuwen lijkt. In Skyward Sword leven de Hylian in Skyloft, een drijvend eiland in de lucht. Link en Prinses Zelda zijn Hylian en Koninkrijk Hyrule beschikt over grote legers van Hylian-soldaten.

### Kokiri

Symbool van de Kokiri

Een piskie-achtig ras dat in Kokiri Forest in harmonie met de natuur leeft. Ze zijn afgesplitst van de Hylians, omdat ze in de natuur willen leven terwijl Hyrule doorging met industrialiseren. De Kokiri hebben zijn gezegend met de eeuwige jeugd en worden niet ouder als ze eenmaal volwassen zijn. De Grote Deku-boom (Great Deku Tree) waakt over de kinderen en vertrouwt hen een fee toe wanneer de tijd rijp is. In Ocarina of Time groeit Link op tussen de Kokiri, nadat zijn Hylian-moeder hem als baby toevertrouwde aan de Grote Deku-boom.

### Koroks
Plant-achtige wezens met een lichaam van hout, een masker van blad en een propeller van spruiten. In The Wind Waker hebben de Koroks hun thuishaven verlaten om zaden van de Grote Deku-boom (Great Deku Tree) over de hele wereld te verspreiden. Voor de jaarlijkse ceremonie keren ze terug naar 'Forest Haven', hun thuis. In Breath of the Wild en Tears of the Kingdom zijn de Koroks overal in Hyrule te vinden en kunnen hun zaden bij Hestu (een grote Korok) ingeruild worden voor meer wapeninventaris. Ze zijn in grote getalen, maar moeilijk te vinden en leven het veiligst in Korok-woud (Korok Forest), een verborgen locatie in het Verdwaalwoud (Lost Woods).

### Oocca
Vogelachtige wezen met een lange nek en een mensachtig gezicht. In Twilight Princess leven ze in de City in the Sky ("Stad in de Lucht"), maar een vrouwelijke Oocca genaamd Ooccoo en haar zoon Ooccoo Jr. zijn te vinden in de kerkers en tempels van het spel. Ooccoo kan Link naar de ingang van de kerker of tempel teleporteren, Ooccoo Jr. kan Link naar Ooccoo teleporteren

### Minish
De Minish, of Picori in hun moedertaal, zijn kleine muisachtige wezens die alleen zichtbaar zijn voor kinderen. Ze leven voornamelijk in het bos, maar zijn ook te vinden in gebouwen en hollen verspreid over Hyrule. Er zijn drie varianten: Forest Minish, Town Minish en Mountain Minish. De meeste Minish zijn behulpzaam en verstoppen graag waardevolle objecten voor anderen om te vinden. Vaati is een Minish die geobsedeerd raakte door het kwaad en uiteindelijk zelf kwaadaardig werd.

### Rito
Een ras van roofvogel-achtige mensachtigen dat afstamt van het Zora-ras. De Rito zijn uitstekende vliegers en de meesten kunnen grote afstanden afleggen en op de plaats blijven stilhangen. In The Wind Waker wordt een Rito zonder vleugels geboren en moet deze de beschermheilige van de stam, de grote draak Valoo, bezoeken tijdens een volwassenheidsceremonie om een van zijn schubben te ontvangen om vleugels te kunnen laten groeien. Rito Medli blijkt een afstammeling is van de Zora Laruto. In Breath of the Wild en Tears of the Kingdom wonen de Rito in het Hebra-gebied met een koud klimaat. In tegenstelling tot in The Wind Waker, lijken de Rito sterk op vogels. Teba is een van de Uitverkorenen (Champions) in Breath of the Wild en zijn zoon Tulin is een van de Wijzen (Sages) die Link helpen het kwaad te verslaan. Kass is een rondtrekkende Rito in Breath of the Wild die eeuwenoude liederen vertolkt. 

### Sheikah
Een eeuwenoude, mysterieus ras van ninja-achtige krijgers die doorgaans te herkennen zijn aan hun witte haren en rode ogen. Een prominent aanwezige Sheikah is Impa, de lijfwacht van Zelda en de stichter van Kakariko Village. Ze vertonen gelijkenis met de Hylians, maar ze onderscheiden zich door hun technologische bekwaamheid en uitstekende, atletische fysiek. De Sheikah zijn door de goden belast met het beschermen van de Koninklijke familie van Hyrule. Het logo van de Sheikah, een rood oog met drie driehoeken erboven en een traan eronder, is vaak te zien de spellen. In Breath of the Wild speelt hun geavanceerde technologie een prominente rol.

### Subrosian
Een geheimzinnige ras dat voornamelijk voorkomt in de ondergrondse lavawereld Subrosia in Oracle of Seasons / Oracle of Ages. Ze hebben grote, gloeiende ogen en dragen altijd een cape met een kap. Ze zijn hittebestendig en gebruiken hoofdzakelijk stukken erts als betaalmiddel, hoewel ze ook veel van de ruilhandel leven. Ze gebruiken de erts ook als wapen of materiaal voor een wapen. In hun cultuur wordt veel gedanst.
In Freshly-Picked Tingle's Rosy Rupeeland verschijnt dit ras onder de naam Salona, vernoemd naar de "Bodyguard Salons" die ze exploiteren. Zij dragen capes omdat hun lichamen schaduwen zijn en niet tegen licht kunnen. Een demon hen vervloekte nadat hun voorouders een held hielpen hem te verslaan.

### Twili
Een ras van afstammelingen van een tovenaarstam genaamd de Dark Interlopers ("Duistere Indringers") die de Sacred Realm ("Heilige Land") in handen probeerden te krijgen nadat de Triforce was ontstaan. Ze werden uitgebannen door de Golden Goddesses ("Gouden Godinnen") naar een voorgeborchte genaamd het Twilight Realm. Na een lange tijd veranderde de Twili van hun oorspronkelijke vorm in een vriendelijk ogende unieke zwart-witte wezens. Twee hoofdpersonen in Twilight Princess, Zant en Midna, zijn van dit ras. Toen Zant probeerde koning te worden transformeerden veel Twili in Shadow Beasts ("Schaduwbeesten") en hadden ze Links hulp nodig om terug te kunnen veranderen. De Twili hebben meestal zwarte tekens op hun lichaam die overeenkomen met de patronen in het Twilight Realm. De gezichten, nekken en buiken zijn grijziger dan de rest van hun lichaam. De Twili lijken erg uitgerekt door hun lange lichaamsdelen, nekken en hoofden. Normale Twili spreken geen Hylian en kunnen dan ook alleen maar een gekreun uitbrengen als Link ze passeert. Zowel Midna als Zant is uniek in hun ras omdat hun uiterlijk zichtbaar verschilt van de andere Twili en ze beiden Hylian kunnen spreken.

### Zora
Een ras van in visachtige mensachtigen die in eerste instantie vijandig was, maar sinds Ocarina of Time is het een neutraal of vredig ras. De Zora's leven samen in een monarchie in Hylia-meer (Lake Hylia) of Zora-paleis (Zora's Domain). Het zijn uitstekende, elegante zwemmers die van sport en muziek houden. Doorgaans lijkt het fysiek van een Zora op dat van een mens, met een haai als hoofd en vinnen aan de armen. Zora's planten zichzelf voort door eieren in schoon, koud water te leggen en deze eieren moeten in hetzelfde nest blijven. Pasgeboren Zora's lijken op kikkervisjes met een rond lichaam en hebben lange dunnen staarten met op het eind een bot. Er bestaan twee verschillende soorten: de "Rivier Zora" is gewelddadig en kunnen vuur spuwen, terwijl de "Zee Zora" vooral vriendelijk zijn. De koninklijke Zora familie is verantwoordelijk voor de rust onder het volk, de zuivering van het water en voor het verzorgen van Lord Jabu-Jabu, die ze als hun beschermheilige zien.

### Zonai
Een eeuwenoud ras van mensachtigen met een dierlijke uitstraling dat een prominente rol speelt in Tears of the Kingdom als de oorspronkelijke stichters van Hyrule. Het zijn afstammelingen van de goden die over magische krachten bezitten en qua uiterlijk lijken ze op een kameelachtige. In Breath of the Wild zijn er sporen te vinden van hun verloren gegane beschaving, in Tears of the Kingdom zijn hun technologie, constructies en heiligdommen volop aanwezig. 

### Zuna
De Zuna zijn een ras uit de game Four Swords Adventures, ze leven daar in de woestijn met de naam "Desert of Doubt".

## Vijanden

### Deku
De Deku is een stam van plantvormige wezens, die voor het eerst opdoken in het spel: Ocarina of Time. Ze komen vooral voor in open velden of kerkers.

### Rat
Rats komen voor in the wind waker. Het zijn paarse ratten met gele ogen. Ze komen voor in kerkers en stelen rupees. Als je ze fishing bait geeft handelen ze in items voor rupees.

### Bokoblins
Bokoblins, zijn mensachtige wezens die vooral in bossen opduiken. Ze dragen meestal pijlen, speren of zwaarden met zich mee om Link aan te vallen.

### Skull Kid
De Skull Kids zijn een ras dat voor het eerst voorkwam in Ocarina of Time. Volgens de fee Navi veranderen Kokiri in Skull Kids als ze verdwalen in de Lost Woods. Zowel de Skull Kid in Majora's Mask als die in Twilight Princess worden omschreven als "demonen". De Skull Kid uit Majora's Mask, wordt bezeten door het titulaire masker van Majora, wat hem de hoofdslechterik van het spel maakt.

### Tokay
In The Legend of Zelda: Oracle of Ages (2001/GBC) komen deze wezens voor op een eiland waarbij ze alle spullen van Link stelen, die de speler dan weer moet terughalen. Ze zien eruit als wezens met een groot hoofd met 2 grote ogen en een staart.

## Overige

### Spirits
De Spirits zijn de krachtigste en belangrijkste wezens in de wereld van the Legend of Zelda. Ze bestaan uit de goden die Hyrule schiepen en de beschermheiligen ofwel Guardian Spirits.
De 3 godinnen, Din, Nayru en Farore, schiepen Hyrule en al haar levensvormen. Het is onbekend waar ze vandaan komen en hoelang ze al bestaan. Meestal worden ze geportretteerd als drie prachtige vrouwen met almachtige krachten. Er komen ook andere goden en godinnen voor in de spellen: in Ocarina of Time spraken de Gerudos over een zandgodin, terwijl Majora's Mask de Four Giants beschreef als goden, maar ook was er sprake van een "Godin van Tijd". In The Wind Waker, werd de naam "Godin van Geluk" gebruikt voor een bepaalde Great Fairy en zijn er ook twee kikkerachtige windgoden, Cyclos en Zephos. In Twilight Princess noemt antagonist Zant, Ganondorf zijn god. Hierdoor lijkt het alsof de term "god/godin" wordt gegeven aan de hand van de hoeveelheid krachten in plaats van een dogmatisch pantheon. De Golden Goddesses bemoeien zich niet te veel met de affaires in Hyrule en reageren alleen op wensen gemaakt via de Triforce of die van de sage. Een voorbeeld van zo'n reactie is het onderwater zetten van Hyrule om het Master Sword te herstellen.
Guardian Spirits zijn niet zo machtig als de goden, maar bezitten genoeg krachten om andere wezens te creëren en beschermen. Zo maakte de Great Deku Tree bijvoorbeeld de Kokiri. In tegenstelling tot de godinnen, leven de beschermheiligen samen met de andere wezens op aarde, in plaats van ze van een afstand te bestuderen. Soms treden ze op als de leider van de door hun gekozen populatie en worden altijd met groot respect behandeld. Sommige Spirits verouderen en kunnen doodgaan, maar zullen dan automatisch worden vervangen. In Twilight Princess, bevinden zich vier beschermheiligen die waken over de vier provincies van Hyrule. Deze provincies zijn vernoemd naar de heiligen die erover waken; Ordona, een geit; Faron, een aap; Eldin, een uil; en Lanayru, een slang.